# 千葉DMAT
千葉DMAT（ちばディーマット）とは、千葉県で組織された災害派遣医療チーム（Disaster Medical Assistance Team、略称：DMAT）である。千葉県内の災害に対応した組織をCLDMAT（Chiba Limited DMAT）と称する 。

## 概要
2007年（平成19年）4月にDMAT運営要綱とDMAT派遣要請などの具体的手順を定めた運用マニュアルが策定され、DMAT派遣までに要する時間を極力短縮するために派遣要請の特例が設けられている。派遣体制が整っている病院をDMAT指定医療機関として指定しており、千葉県内全ての災害拠点病院・26医療機関で編成されている（2019年4月1日時点）。うち基幹災害拠点病院の4医療機関には、複数の災害派遣医療チームを保有する。

## 活動
大規模災害や多傷病者が発生した事故などの現場に臨場し、１隊あたり急性期（約48時間以内）の医療救護活動を行う。なお、災害派遣医療チームの活動期間が長期になるときは、2次隊、3次隊で対応する。県外からの災害派遣医療チームは県からの要請に基づいて厚生労働省DMAT事務局が調整し、参集した災害派遣医療チームの総合調整は災害医療本部内に設置されるDMAT調整本部が行う。災害派遣医療チームの活動は、DMAT調整本部のほか必要に応じて、DMAT活動拠点本部、 DMAT・Staging Care Unit（SCU）本部、DMAT病院支援指揮所、DMAT現場活動指揮所、DMAT・SCU指揮所およびDMAT域外拠点本部を設置する。

## 編制
1チームの編制は原則として医師1名、看護師2名、業務調整員（医師・看護師以外の医療職または事務職員）1名の計4名を基本構成とする。
- DMATロジスティックチーム
  - 主に病院支援や情報収集などのロジスティックを専門とし、災害派遣医療チームの支援や千葉県内各所に設置されるDMAT本部の業務を支援する[4]。
- 日赤救護班
  - 日本赤十字社の医師、看護師、薬剤師、調整員で構成する医療救護班で、全国の赤十字病院から派遣され、災害発生直後から活動する。派遣先については災害医療本部の派遣調整班において、災害医療コーディネーターと日本赤十字社千葉県支部が調整を行うこととする[4]。
- 自衛隊医療救護班
  - 自衛隊の指揮系統下で活動するため、県災害対策本部および災害医療コーディネーターは、必要があれば活動場所の調整や医療救護活動の情報の提供を、県災害対策本部を通じて行うものとする[5]。

- その他の医療救護チーム
  - 医療救護班は、主に急性期以降の医療救護活動を行うため、医療機関のスタッフで構成するチーム。県との医療救護協定により設置される、日本医師会の日本医師会災害医療チーム（JMAT）、国立大学附属病院や国立病院機構のチーム、県からの要請に応じて各都道府県が医療機関や医療関係団体に呼びかけて派遣されるチームなどがある[5]。